# Duc del Cap
El duc del Cap (Bubo capensis) és una espècie d'ocell de la família dels estrígids (Strigidae). Habita sabanes i boscos africanes, des del centre d'Etiòpia i Eritrea, cap al sud, a través de Kenya, Tanzània, Moçambic i est de Zimbàbue, fins a Sud-àfrica i el sud de Namíbia. El seu estat de conservació es considera de risc mínim.